# Ugandai labdarúgó-válogatott
Az ugandai labdarúgó-válogatott (becenevükön: A daruk) Uganda nemzeti csapata, amelyet az ugandai labdarúgó-szövetség központilag irányít. Labdarúgó-világbajnokságon még nem vett részt, legjobb eredménye az 1978-as afrikai nemzetek kupáján elért ezüstérem.

## Nemzetközi eredmények
Afrikai nemzetek kupája
- Ezüstérmes: 1 alkalommal (1978)

CECAFA-kupa
- Aranyérmes: 8 alkalommal (1973, 1976, 1977, 1989, 1990, 1992, 1996, 2000, 2003)
- Ezüstérmes: 4 alkalommal (1974, 1982, 1994, 1995)
- Bronzérmes: 6 alkalommal (1975, 1983, 1984, 1987, 1991, 2007)

## Világbajnoki szereplés
- 1930 – 1974: Nem indult.
- 1978: Nem jutott be.
- 1982: Visszalépett.
- 1986 – 1990: Nem jutott be.
- 1994: Visszalépett.
- 1998 - 2018: Nem jutott be.

## Afrikai nemzetek kupája
| - 1957: Nem indult. - 1959: Nem indult. - 1962: 4. hely - 1963: Visszalépett. - 1965: Nem jutott be. - 1968: Csoportkör. - 1970: Nem jutott be. - 1972: Nem jutott be. | - 1974: Csoportkör. - 1976: Csoportkör. - 1978: Ezüstérmes - 1980: Visszalépett. - 1982: Visszalépett. - 1984 - 1988: Nem jutott be. - 1990: Visszalépett. - 1992 - 2015: Nem jutott be. | - 2017: Csoportkör. |

## Mérkőzések

### Korábbi mérkőzések
| Jelmagyarázat                                        |
| ---------------------------------------------------- |
| Az ugandai válogatott győzelmével végződött mérkőzés |
| Döntetlennel végződött mérkőzés                      |
| Az ugandai válogatott vereségével végződött mérkőzés |
| (o) – otthon lejátszott mérkőzés                     |
| (i) – idegenben lejátszott mérkőzés                  |
| (s) – semleges helyszínen lejátszott mérkőzés        |

| Dátum                | Stadion                            | Ellenfél           | Eredmény | Kiírás                          | Gólszerzők       |
| -------------------- | ---------------------------------- | ------------------ | -------- | ------------------------------- | ---------------- |
| 2014. május 18.      | Mahajanga Stadion, Madagaszkár (i) | Madagaszkár        | 2–1      | 2015-ös afrikai nemzetek kupája | Kiiza (11-esből) |
| 2014. május 30.      | Mandela stadion, Kampala (o)       | Madagaszkár        | 0–1      | 2015-ös afrikai nemzetek kupája | Massa            |
| 2014. július 11.     | Mandela Stadion, Kampala (o)       | Seychelle-szigetek | 0–1      | Barátságos                      | Miya             |
| 2014. július 15.     | Mandela Stadion, Kampala (o)       | Malawi             | 0–0      | Barátságos                      |                  |
| 2014. július 20.     | Mandela Stadion, Kampala (o)       | Mauritánia         | 0–2      | 2015-ös afrikai nemzetek kupája | Majwega, Massa   |
| 2014. augusztus 3.   | Olympique Aréna, Nouakchott        | Mauritánia         | 0–1      | 2015-ös afrikai nemzetek kupája | Ssentongo        |
| 2014. szeptember 6.  | Baba Yara Stadion, Kumasi (i)      | Ghána              | 1–1      | 2015-ös afrikai nemzetek kupája | Mawejje          |
| 2014. szeptember 10. | Mandela Stadion, Kampala (o)       | Guinea             | 0–2      | 2015-ös afrikai nemzetek kupája | Massa            |
| 2014. október 10.    | Mandela Stadion, Kampala (o)       | Togo               | 1–0      | 2015-ös afrikai nemzetek kupája |                  |
| 2014. október 15.    | Kégué Stadion, Lomé (i)            | Togo               | 1–0      | 2015-ös afrikai nemzetek kupája |                  |
| 2014. november 14.   | Mandela Stadion, Kampala (o)       | Ghána              | 0–1      | 2015-ös afrikai nemzetek kupája | Kabugo           |
| 2014. november 19.   | V. Mohamed Stadion, Casablanca (s) | Guinea             | 2–0      | 2015-ös afrikai nemzetek kupája |                  |

### Következő mérkőzések
| Időpont | Kiírás | Helyszín | Ellenfél |
| ------- | ------ | -------- | -------- |
|         |        |          |          |

## Híresebb játékosok
- Ibrahim Sekagya, a Salzburg jelenlegi játékosa.
- Paul Hasule, az ugandai válogatott 2004-ben elhunyt játékosa, későbbi szövetségi kapitánya.
- Majid Musisi, az ugandai válogatott 2005-ben elhunyt legendás csatára.
- Tenywa Bonseu, a főként amerikai klubcsapatokban pályára lépő, 19-szeres válogatott védő.

## Külső hivatkozások
- Ugandai Labdarúgó-szövetség - hivatalos oldal (angolul)
- Uganda a FIFA.com-on Archiválva 2018. július 6-i dátummal a Wayback Machine-ben (angolul)
- Uganda a cafonline.com-on (angolul)
- Uganda mérkőzéseinek eredményei az rsssf.com-on (angolul)
- Uganda mérkőzéseinek eredményei az EloRatings.net-en (angolul)
- Uganda a national-football-teams.com-on Archiválva 2008. február 9-i dátummal a Wayback Machine-ben (angolul)
- Uganda a transfermarkt.de-n (németül)
- Uganda a weltfussball.de-n[halott link] (németül)
- Uganda a fedefutbol.net-en (spanyolul)

1. ↑  The FIFA/Coca-Cola World Ranking. FIFA
2. ↑  World Football Elo Ratings. eloratings.net